# (5218) Kutsak
(5218) Kutsak est un astéroïde de la ceinture principale.

## Description
(5218) Kutsak est un astéroïde de la ceinture principale. Il fut découvert le 9 octobre 1969 à Naoutchnyï par Bella Bournacheva. Il présente une orbite caractérisée par un demi-grand axe de 2,35 UA, une excentricité de 0,15 et une inclinaison de 3,0° par rapport à l'écliptique.

## Compléments